# 秋风岭站
秋風嶺站（：／ Chupungnyeong yeok */?）是京釜線沿線的一座鐵路車站，位于韓國忠清北道永同郡秋風嶺面秋風嶺里，有無窮花號列車停靠。

## 車站結構
站體為2面4線的雙島式月台，但實際上只使用內側兩個月台。

### 月台配置
| ↑ 黃澗      |
| ２ \| １ \| |
| 金泉 ↓      |

| 月台 | 路線   | 類別     | 目的地                                   |
| ---- | ------ | -------- | ---------------------------------------- |
| 1    | 京釜線 | 無窮花號 | 東大邱、龜浦、密陽、龜尾、馬山、釜山方向 |
| 2    | 京釜線 | 無窮花號 | 天安、平澤、水原、安養、永登浦、首爾方向 |

## 历史
- 1905年1月1日，落成使用。

## 车站周边
- 秋風嶺（朝鲜语：추풍령）
- 普光寺
- 秋風嶺中学
- 秋風嶺初等学校

## 相鄰車站
韓國鐵道公社
京釜線
黃澗－秋風嶺－新岩信号场